# NGC 333

NGC 333

NGC 333 هي مجرة تتبع كوكبة قيطس. اكتشفها فيلهلم تمبل في 1877.

## روابط خارجية
- NGC 333 على موقع ويكي سكاي: DSS2, SDSS, GALEX, IRAS, Hydrogen α, X-Ray, Astrophoto, Sky Map, Articles and images